# Hucbald de Saint-Amand
Hucbald de Saint-Amand (Hucbaldus Elnonensis), né vers 840, ou plus probablement vers 850, et mort le 20 juin 930 à l'abbaye de Saint-Amand, à Saint-Amand-les-Eaux (Nord), est un moine bénédictin, connu comme théoricien de la musique, poète et hagiographe.

## Biographie
Originaire de Flandre ou d'une contrée voisine, Hucbald porte un nom germanique qui semble le rattacher à une famille de l'aristocratie franque ; Yves Chartier propose d'y voir un membre de la famille d'Évrard de Frioul, gendre de l'empereur Louis le Pieux.
Il est l'élève d'Heiric et le condisciple de Remi d'Auxerre à l'école monastique d'Auxerre. De 883 environ à 892-893, il enseigne à l'abbaye de Saint-Bertin, à Saint-Omer, à la demande de l'abbé, Raoul, fils d'Évrard de Frioul. Vers 893, il est appelé à Reims, en même temps que Remi, par l'archevêque, Foulques le Vénérable, qui a restauré l'école cathédrale et veut y attirer les meilleurs maîtres de son temps. Vers 900, il succède à son maître Milon (parfois présenté comme son oncle) comme écolâtre à l'abbaye de Saint-Amand.
Il a été un familier de la cour de Charles II le Chauve.
La date de sa mort, le dimanche 20 juin 930, est attestée par les annales de Saint-Amand et celles de Lobbes.

## Œuvres

### Traité de musique
- De harmonica institutione. Éditions modernes: M. Gerbert, Scriptores ecclesiastici de musica sacra potissimum, St. Blasien, 1784, vol. I, p. 103-125[3]; J. P. Migne, Patrologia cursus completus, series latina, Paris, Garnier, 1844-1904, vol. 132, p. 905–929[4].

### Poèmes
- Ecloga de calvis

### Vies de saints
- Passio SS. Quirici et Julittae Martyrum (martyre de Cyr de Tarse et de sa mère Julitte).
- Vita Sanctae Aldegundis Virginis (vie de sainte Aldegonde de Maubeuge).
- Vita Sancti Lebwini Presbyteri et Confessoris (vie de saint Lebwin ou Leboin, évangélisateur des Saxons, au-delà de l'IJssel).
- Vita Sancti Rictrudis Batissae Marcianensis (vie de sainte Rictrude de Marchiennes).
- Vie de saint Jonas, premier abbé de Marchiennes.